# Danaea nodosa
Danaea nodosa là một loài dương xỉ trong họ Marattiaceae. Loài này được L. Sm. mô tả khoa học đầu tiên năm 1793.